# براجابتي

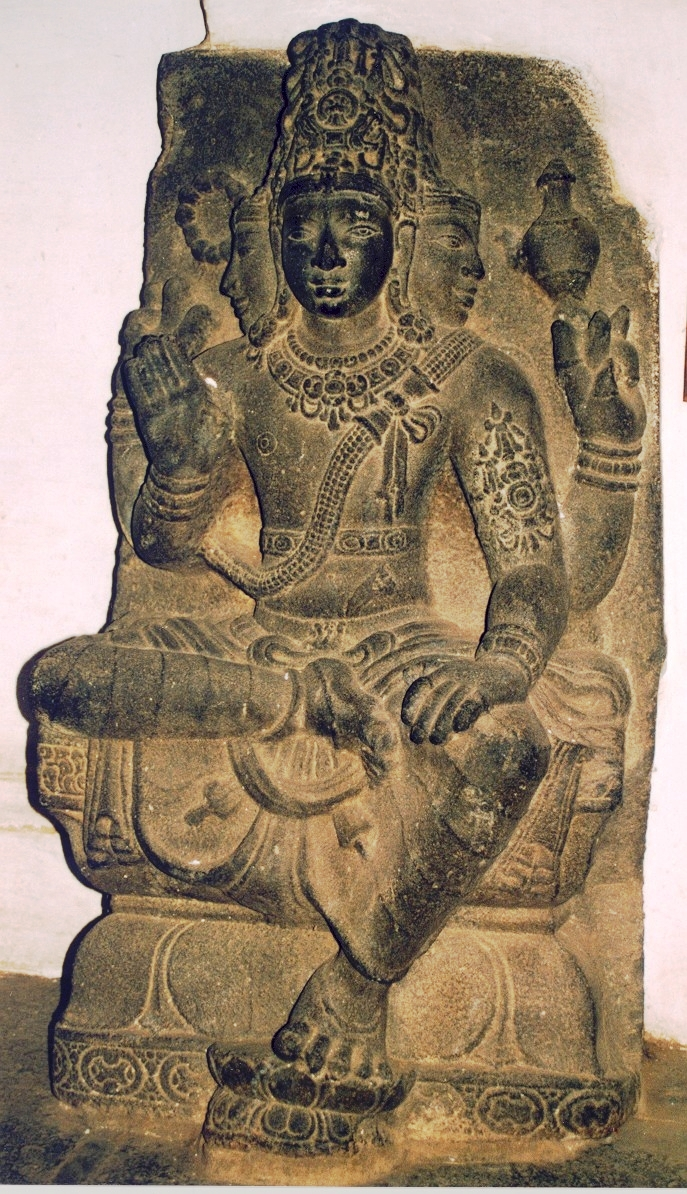
براجابتي أو براجاباتي مع سمات أيقونية مماثلة مرتبطة ببراهما، منحوتة من تاميل نادو.

براجابتي أو براجاباتي (بالسنسكريتية: प्रजापति، مولى وحامي الخلق)‏، و(بالإنجليزية: Prajapati)‏، الاسم يشير إلى إلهٍ فيدي في الهندوسية. في الأدب اللاحق، تماهى براجاباتي مع الإله الخالق براهما، ولكن المصطلح يشير أيضًا إلى العديد من الآلهة المختلفة، اعتمادًا على النص الهندوسي، بدءً من كونه الإله الخالق إلى كونه واحد من الشخصيات التالية: فيسواكارما، آجني، إندرا، داكشا، وغيرهم الكثير.

## أصل المصطلح

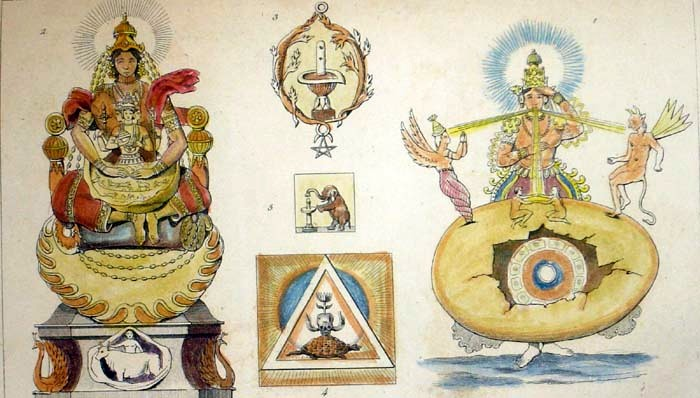
نقش على الفولاذ من خمسينيات القرن التاسع عشر، مع تلوين يدوي حديث.

براجاباتي هو مركب من "براجا" (الخلق، القوى الإنجابية) و"باتي" (المولى، السيد). والمصطلح يعني "سيد/مولى المخلوقات"، أو "مولى جميع الكائنات المولودة". في النصوص الفيدية اللاحقة، براجاباتي هو إله فيدي متميز، لكن أهميته تأخذ بالتضاؤل. وبعد ذلك، أصبح المصطلح مرادفا لآلهة أخرى، وخاصة براهما. ولاحقًا، تطور المصطلح ليعني أي حكماء إلهيين أو شبه إلهيين أو بشريين يخلقون شيئا جديدا.

## روابط خارجية
- Prajapati: Hindu Deity, Encyclopaedia Britannica